# 渡辺正行
渡辺 正行（わたなべ まさゆき、1956年〈昭和31年〉1月24日 - ）は、日本のお笑いタレント、司会者、コメディアン。
多くの芸能人やファンたちからはリーダー、明石家さんまや島田紳助、山田邦子など同年代の芸能人からはナベ（さん、ちゃん）と呼ばれている。
個人事務所・なべや所属（石井光三オフィスからの暖簾分け）で、ホリプロコムとマネジメント提携している。
ピンクの電話の名付け親である。

## 来歴
千葉県夷隅郡夷隅町（現在のいすみ市）出身。夷隅町立（現：いすみ市立）国吉中学校、千葉県立大多喜高等学校、明治大学経営学部卒業。明治大学落語研究会に所属し、同会に受け継がれた名跡である「紫紺亭志い朝」（6代目）を5代目だった立川志の輔から受け継いだ。
大学在学中の1977年、劇団テアトル・エコー養成所に入所し、一級上のラサール石井、同期の小宮孝泰と共にコントグループ「コント赤信号」を結成。「赤信号」のリーダーとして活躍した。1980年に関西テレビ制作の『花王名人劇場』でテレビデビューし、暴走族コントなどで人気を博す。
1988年から1996年まで日本テレビ系列で放送されたクイズ番組『クイズ世界はSHOW by ショーバイ!!』で、逸見政孝や福澤朗を補佐するサブ司会者を務めた。逸見を立てつつ場を盛り上げる司会ぶりが高く評価され、1990年代には多くのテレビ番組でサブ司会者として起用される。業界内外で「芸能界のスーパーサブ」の異名をとった。
若手お笑い芸人の育成にも積極的で、1986年から「ラ・ママ新人コント大会」を主宰している。同大会は所属事務所の枠を取り払った門戸の広いお笑いライブで、過去にはウッチャンナンチャンを筆頭にダチョウ倶楽部、爆笑問題、海砂利水魚（現：くりぃむしちゅー）ら、のちに名声を博すことになるお笑い芸人たちも多数出演していた。このほか、若手お笑い芸人の登竜門とされてきたNHK新人お笑い大賞でも2014年から審査員を務めている。
吉本興業が主催する漫才コンクール「M-1グランプリ」では2005年・2006年・2008年・2009年・2010年・2017年大会の決勝戦で審査員を務めた。このほか、吉本興業が主催するピン芸コンクール「R-1ぐらんぷり」の2004年・2019年大会や、吉本興業が主催する漫才コンクール「THE MANZAI」の2011年・2014年大会、「G-1グランプリ2022」でも決勝戦の審査員を務めた。
2005年からは「伊東四朗一座」及び「熱海五郎一座」の舞台公演にレギュラーメンバーとして参加し、明治大学落語研究会の先輩でもある三宅裕司とともに東京喜劇の継承と発展に取り組んでいる。
今でこそ若手芸人からもリーダーとして慕われる存在だが、1999年に結婚するまではお笑い界の火野正平と呼ばれるほどのプレイボーイぶりで幾多の女性タレントとの交際の噂が流れていた。2000年に44歳にして長女が生まれてからは長女を溺愛しており、授業参観など子育てに積極的な良きパパになった。

## 人物

### 芸風
- コント赤信号時代に披露した暴走族やチンピラなどをネタにしたコントが好評を博し、そのコントの役柄である「リーダー」あるいは「兄貴」がいつしか渡辺の愛称として定着するようになった。コント赤信号が事実上休止状態となった後も、テレビ番組の共演者などからは「リーダー」と呼ばれることが多い。
- 「オレたちひょうきん族」では、片岡鶴太郎がビートたけしに熱いおでんを無理やり食べさせられ熱がる芸と同様に、たけしと明石家さんまにおたまでおでこを叩かれ痛がる芸を持っていた。
- 1996年6月3日に始まったおはようクジラは朝三時起床でバラエティー番組などの仕事もセーブしなければならないので悩んだが、関口宏に相談したら「君には司会の素質があるよ。いいチャンスだ」と言われ「自分で次の渡辺の形を作ろうと思った」と語った[4]。

### 特技

#### コーラの一気飲み
- コーラ（ペプシコーラ）の一気飲みが特技である。かつてレギュラー出演していた『森田一義アワー 笑っていいとも!』（フジテレビ）では、一般人出場者が渡辺とコーラ（レギュラーサイズ瓶200ml）の一気飲み対決をするゲームコーナー「13日の月曜日」が設けられたが、同コーナーで渡辺はほぼ無敵を誇った。しかし、一般出場者に一度だけ負けたことがあり、終了後の楽屋にプロデューサーの横澤彪が訪れて一言「負けちゃったね」という言葉を残した際に「このコーナーは負けちゃいけないんだ」と初めて理解したとのこと。
- 『ザ・ベストテン』（TBS）でこの技を披露した際は、キリンビール（現：キリンビバレッジ）が番組のスポンサーだった都合上、キリンレモンを一気飲みした。
- 本人が打ち明けたところによると、一気飲みのコツは「無理をすること」と「我慢をすること」[5]。また、冷えたものではなく常温のコーラでないと「喉が締め付けられるために飲みにくい」と語っている。

### 剣道
- 剣道六段の持ち主である。中学[6]・高校と学校の剣道部に所属し、高校時代には関東高校剣道大会に出場した経験がある[7]。
- 芸能界入りしてからも『ウッチャンナンチャンのウリナリ!!』『SMAP×SMAP』『あんたにグラッツェ!』などの企画でその腕前を披露していたが、55歳の時に『炎の体育会TV』のシリーズ企画「体育会TV剣道部」のキャプテンに就任したことをきっかけに本格的に稽古を再開するようになった[8]。「体育会TV剣道部」では高校時代以来に受けた段位審査で四段に昇段した[8]。2016年に五段[8]、のち六段に昇段した。
- 「体育会TV剣道部」の企画終了後もプライベートで剣道の稽古を続け[9]、2019年には第24回シニア健康スポーツフェスティバルTOKYO剣道大会（59〜64歳の部）で準優勝したほか[10]、第33回全国健康福祉祭（ねんりんピック）剣道交流大会東京都代表にも選出された[11]。
- 2020年8月29日、YouTubeにて剣道を題材にしたスポーツバラエティ番組『剣道まっしぐら!』の配信を開始した。

### 家族・親族
- 兄（8歳年上）と姉が一人ずつおり、兄は渡辺の出身地であるいすみ市で焼き鳥屋を経営している[注釈 2]。

## 出演

### 現在の出演番組

#### レギュラー
- 剣道まっしぐら!（2020年8月 - 、YouTube）
- サン!シャイン （2025年4月 - 、 フジテレビ）- 月曜コメンテーター

#### 不定期
- 主治医が見つかる診療所（テレビ東京）
- 昼めし旅 〜あなたのご飯見せてください!〜（2015年 - 、テレビ東京）
- よじごじDays（テレビ東京）
- ザ・ショッピングタイム（テレビ朝日）
- 旅スルおつかれ様〜ハーフタイムツアーズ〜（テレビ東京）
- ちょっと福岡行ってきました!（2018年 - 、TVQ九州放送）
- 虎ノ門市場（テレビ東京）
- ケンコツ!〜知っておきたい元気のヒケツ〜（BS朝日）
- 日テレポシュレ（日本テレビ）

#### 特別番組
- NHK新人お笑い大賞（2014年 - 、NHK総合） - 審査員
- ツギクル芸人グランプリ（2019年 - 、フジテレビ） - 審査員

### 過去の出演番組

#### テレビ番組
- オレたちひょうきん族（1982年 - 1989年、フジテレビ）
- 森田一義アワー 笑っていいとも!（1985年4月 - 1989年9月、フジテレビ）
- クイズ世界はSHOW by ショーバイ!!（1988年10月 - 1994年9月、日本テレビ） - 副店長（司会）
  - 新装開店!SHOW by ショーバイ!!（1994年10月 - 1995年9月、日本テレビ）
  - 新装開店!SHOW by ショーバイ2（1995年10月 - 1996年9月、日本テレビ）
- EAT9（1987年 - 1988年、テレビ朝日）
- アメリカ横断ウルトラクイズ（1988年 - 1992年、日本テレビ） - 2代目国内リポーター
- ザ・ベストテン（1989年、TBS） - 4代目男性司会者
- 地球トライアル（1990年 - 1991年、日本テレビ）
- ナベさんミッちゃんのまねまね天国!（1991年、テレビ東京）
- 梅辰亭・今夜は看板!（1991年 - 1992年、テレビ東京）
- オールスター感謝祭（1991年 - 2015年、TBS）
- クイズ どんなMONだい?!（1992年 - 1994年、日本テレビ）
- OH!エルくらぶ（1992年 - 1994年、テレビ朝日） - 司会
- 爆発!なべしま部屋（1992年 - 1993年、日本テレビ）
- 突然バラエティー速報!!COUNT DOWN100（1992年 - 1993年、TBS） - 司会
- ダウトをさがせ! (1992年 - 1993年、毎日放送） - ゲスト出演
  - ダウトをさがせII（1994年 - 1995年、毎日放送） - サブ司会
  - ダウトをさがせR（1995年、毎日放送） - サブ司会
- さんまのからくりTV（1992年4月 - 1996年3月、TBS）
  - さんまのSUPERからくりTV（1996年4月 - 2014年9月、TBS）
- 関口宏の東京フレンドパーク（TBS） - 初代副支配人（総合司会）[注釈 3]
  - ムーブ・関口宏の東京フレンドパーク（1992年10月 - 1993年9月、TBS）
  - 関口宏のPAPAパラダイス（1993年10月 - 1994年3月、TBS）
  - 関口宏の東京フレンドパークII（1994年4月 - 2011年3月、TBS）
  - 関口宏の東京フレンドパーク ドラマ大集合SP!!（不定期放送、2017年1月 - 2021年1月、TBS）[注釈 4]
- 発明将軍ダウンタウン（1993年 - 1996年、日本テレビ）
- 世界とんでも!?ヒストリー（1993年 - 1994年、テレビ朝日）
- まっ昼ま王!!（1994年 - 1995年、テレビ朝日）
- ビートたけしのTVタックル（テレビ朝日） ※バイク事故で休養したビートたけしの代理司会
- おはようクジラ（1996年 - 1998年、TBS） - 初代総合司会
- すてきな出逢い いい朝8時（1998年 - 2001年、毎日放送） - サブ司会
- あなたのフツーは大丈夫!?激突ハッピーチェック（1998年 - 1999年、テレビ朝日） - 司会
- 号外!!爆笑大問題（1998年4月 - 2001年3月、札幌テレビ）
  - 秘密の爆笑大問題（2001年4月 - 2002年3月、札幌テレビ）
  - 秘密の超爆笑大問題（2002年4月 - 2002年9月、札幌テレビ）
- スーパー知恵MON（1999年 - 2000年、TBS）
- 得するテレビ（1999年 - 2002年、ABC）
- 爆笑オンエアバトル（1999年、NHK） ※コメントのみ
- 絶品!地球まるかじり（2000年、テレビ東京）
- あんたにグラッツェ!（2001年 - 2002年、中京テレビ）
  - あんグラ☆NOW!（2002年 - 2004年、中京テレビ）
  - 高田・大竹・渡辺のオヤジ三人旅（2001年 - 2009年、中京テレビ）
- 完成!ドリームハウス（レギュラー放送：2003年4月 - 2004年3月、不定期放送：2004年6月 - 2017年12月、テレビ東京）
- 月10万円で豊かに暮らせる町&村（特番時代、テレビ東京） - 司会
- R-1グランプリ（2004年・2019年、関西テレビ） - 決勝審査員
- 教えて!ウルトラ実験隊（2004年 - 2005年、テレビ東京）
- クイズ!ヘキサゴンII（フジテレビ） - 準レギュラー
- M-1グランプリ（2005年・2006年・2008年・2009年・2010年・2017年、ABC） - 決勝審査員
- 夢のつづき わたしの絵本（2006年、NHK BS2）
- ゴールデンスロット（2006年10月 - 2007年3月、チバテレビ）
  - ゴールデンスロット BATTLE×ROYALE（2006年10月 - 2007年9月、チバテレビ）
- ちきゅう屋駄菓子店（2007年4月 - 2008年9月、中部日本放送）
- ちちんぷいぷい（2007年6月 - 2008年3月、毎日放送、金曜日[注釈 5]）
- お好み寄席（2008年 - 2011年、NHK BS2） - コーナー司会[注釈 6]
- 中高年のためのらくらくデジタル塾（2011年 - 2012年、NHK教育）※奈美悦子と共に生徒役
- クイズプレゼンバラエティー Qさま!!（ - 2017年・2022年5月9日、テレビ朝日）
- 炎の体育会TV（TBS） - 剣道部キャプテン
- ダウンタウンDX（読売テレビ）
- 帰れまサンデー（2016年 - 2017年、テレビ朝日）
  - 帰れまサンデープラス（2016年 - 2017年、テレビ朝日）
- 朝の!さんぽ道（2017年 - 2020年、テレビ東京）
- ダウンタウンなう（2018年4月27日、フジテレビ）
- ガイロク（街録）（2019年 - 2020年、NHK BSプレミアム）

#### ラジオ番組
- ナベユカのスーパーギャング（1988年 - 1989年、TBSラジオ）
- 渡辺正行の東京めぐりブンブン大放送（1988年 - 1990年、ニッポン放送）
- 渡辺正行の大胆!ヒルマーノ（TBSラジオ）
- 爆笑問題の日曜サンデー（TBSラジオ） - 2020年5月3日[12]・5月10日[13]・7月5日[14]・9月6日[注釈 7][16]、2022年4月17日[17]

### テレビドラマ
- 若き血に燃ゆる〜福沢諭吉と明治の群像（1984年、テレビ東京）
- 月曜ドラマランド「かぐや姫とんで初体験?!」（1985年7月1日、フジテレビ）
- クセになりそな女たち（1987年4月9日 - 7月2日、フジテレビ） - 上田部長 役
- 真夏の夜のホラー大全集！「HIGHWAY」（1987年7月16日、日本テレビ）
- 夏休み妖怪バラエティ「オバの魔法使い」（1987年8月10日、フジテレビ） - ブリキ男 役
- 男女逆転物語（1987年）
- 新春ドラマスペシャル なつかしい春が来た（1988年1月3日、フジテレビ）
- 家と女房と男の名誉（1988年、フジテレビ） - 砂田順平 役
- 大河ドラマ 武田信玄（1988年、NHK） - 兵三 役
- OH!キッチン家族（1988年、テレビ東京）
- 結婚してシマッタ!（1988年6月29日 - 8月17日、TBS）
- ドラマ23（TBS）
  - OL博徒（1988年10月17日 - 20日）
  - ウッチャンナンチャンの純愛の街（1989年3月13日 - 16日）
- 気ままな女シリーズ　落合夫妻の悪妻だから夫はのびる 前後編（1988年2月25日・3月3日、テレビ朝日） - 落合博満 役
- 家と女房と男の名誉（1988年4月21日 - 6月30日、フジテレビ） - 砂田順平 役
- 恋はいつもアマンドピンク（1988年5月26日 - 6月9日、テレビ朝日）
- Dr.クマひげ〜新宿駅ウラ診療所〜（1989年 - 1990年、朝日放送） - 田宮 役
- 松田聖子の風に恋して（1989年1月2日、テレビ朝日）
- 監察医・室生亜季子（1989年 - 1992年、日本テレビ） - 四方晴夫 役
- ドラマチック22（TBS）
  - こんな男と暮らしてみたい（1989年2月3日）
  - 東京まゆつばCITY（1990年7月14日）
  - 私を故郷につれてって（1990年8月18日）
  - 柴門ふみの恋愛論（1991年1月19日）
  - 危険な女（1991年2月2日）
- 金曜エンタテイメント 男と女のミステリー「最悪のチャンス」（1989年12月15日、フジテレビ）
- スペシャルドラマ『シャボン玉の消えた日』（1989年12月31日、日本テレビ） - ハナ肇 役
- ウッチャンナンチャンのコンビニエンス物語（1990年4月8日 - 5月13日、テレビ東京）
- 現代推理サスペンス「エンドレス・ナイト」（1990年10月22日、関西テレビ・フジテレビ）
- 落第判定会議（1991年3月13日、日本テレビ）
- 警察官の妻たち（1991年7月29日、TBS）
- ララバイ刑事'91 - '92（1991年10月20日 - 1992年4月5日、テレビ朝日） - 工藤鉄夫刑事 役
- 往診ドクター事件カルテ（1992年、朝日放送） - 安井 役
- 娘よ 命あるかぎり（1992年9月7日、TBS）
  - 娘よ 命あるかぎり2（1993年8月2日）
- ざけんなヨ!!7「主婦が綺麗で何故悪い!」（1994年、フジテレビ） - 大森恵一 役
- 松ヶ枝町サーガ（1995年10月15日 - 11月5日、NHK-BS / 1996年6月 - 7月、NHK総合）
- 内田康夫サスペンス 浅見光彦シリーズ 第20作「崇徳伝説殺人事件」（2005年3月14日、TBS） - 大原警部補 役
- FNS25時間テレビ THE WAVE!（2005年7月23日、フジテレビ） - 柳澤将忘 役
- 連続テレビ小説 ちりとてちん（2007年、NHK） - 竹谷 役
- 夜は胸きゅん 第15話「おばあちゃんの電話」（2007年7月31日、NHK）
- 3年B組金八先生（TBS） - 漆田錦次 役
  - 第8シリーズ 第7回『金八 生徒 女形競艷』（2007年11月22日）
  - 第8シリーズ 最終回『サヨナラ金八先生』（2008年3月20日）
- 浅見光彦〜最終章〜 第5話（2009年11月18日、TBS） - 川上警部 役
- 菜の花ラインに乗りかえて（2013年10月9日、NHK BSプレミアム） - 松戸隆 役
- 実験刑事トトリ2 第5話（2013年11月9日、NHK） - 池田昌伸 役
- 浮気なストリッパー（2014年1月10日、RCC）
- ほっとけない魔女たち 第26話 - 第30話（2014年10月6日 - 10日、東海テレビ） - 殿村 役
- BARレモン・ハート SEASON2 第12話（2016年6月20日、BSフジ） - 鶴二郎 役
- 三匹のおっさん 第3シリーズ 第7話（2017年3月3日、テレビ東京） - 近藤社長 役
- 警視庁・捜査一課長2020 第10話（2020年7月9日、テレビ朝日） - 松野平吉 役
- 東京地検の男（2021年3月24日、テレビ朝日） - 石森良雄 役
- 刑事7人 Season8 第6話（2022年8月17日、テレビ朝日） - 鷲尾英彦 役
- 最果てから、徒歩5分 第1話（2022年10月1日、BSテレビ東京・BSテレ東4K） - 望月要の会社の部長 役
- 我らがパラダイス（2023年1月8日 - 3月12日 、NHK BSプレミアム・BS4K） - 岡田恭太郎 役[18]
- だが、情熱はある 第9話（2023年6月4日、日本テレビ） - 渡辺正行（本人） 役

### 映画
- 部長の愛人 ピンクのストッキング（1986年4月26日、にっかつ） - 野田 役
- ちょうちん（1987年5月23日、東映） - 幸三 役 ※日本アカデミー賞新人賞受賞
- 山田村ワルツ（1988年2月11日、松竹） - 編集者A 役
- ロックよ、静かに流れよ（1988年2月20日、東宝） - 秋山 役
- 疵（1988年9月3日、東映） - 吉村貞吉 役
- 大丈夫日記（1988年4月7日、アスミック） - チョウ・ユンファ 役 ※声の出演
- 復活の朝（1992年11月21日、松竹） - 小野文夫 役
- Jリーグを100倍楽しく見る方法!!（1994年） ※声の出演
- プロゴルファー織部金次郎3 飛べバーディー（1995年9月15日、東映アストロフィルム） - 矢部橋渡 役
- シャブ極道（1996年5月25日、大映） - 下村四郎 役
- スーパーの女（1996年6月15日、東宝） - スーパー「安売り大魔王」店員 役
- こちら葛飾区亀有公園前派出所 THE MOVIE2 UFO襲来! トルネード大作戦!!（2003年12月20日、東宝） - 田中竜平 役[19] ※声の出演
- もういちど（2014年8月23日、マイシアター=ライブビューイング・ジャパン）

### ビデオシネマ
- 平成恋愛大図鑑 土下座物語（1991年、バンダイビジュアル） - 裕次郎 役
- 縄師事件簿（1996年、東北新社） ※友情出演

### 舞台
- 赤信号劇団
  - 第1回公演 Magellan Blue（1984年4月21日 - 23日、ザ・スズナリ）
  - 第2回公演 白いEXIT（1984年12月、吉祥寺バウスシアター）
  - 第3回公演 雨が聞こえない（1985年4月23日 - 28日、駅前劇場）
  - 第4回公演 同僚物語（1986年1月、駅前劇場）
  - 第5回公演 A'（1986年4月、渋谷エピキュラス） ※公演中止
  - 第6回公演 恋は愚かと言うけれど（1986年8月9日 - 11日、紀伊國屋ホール）
  - 第7回公演 ですから（1987年6月3日 - 8日、駅前劇場）
  - 第8回公演 続同僚物語（1987年10月、駅前劇場）
  - 第9回公演 赤信号劇団の旅公演（1988年、札幌本多小劇場）
  - 第10回公演 サバニよ風に乗って走れ（1988年12月25日 - 28日、紀伊國屋ホール）
  - 第11回公演 甚だしくもおびただしい（1989年6月13日 - 18日、本多劇場）
  - 第12回公演 幸せのどん底（1991年2月、博品館劇場）
  - 第13回公演 No Sex Please（1991年8月、本多劇場）
  - 第14回公演 イメルダ（1995年7月15日・16日、パルテノン多摩小ホール / 7月18日 - 27日、本多劇場）
  - 第15回公演 コント赤信号結成43周年記念 誤餐（2023年3月25日 - 4月2日、ザ・スズナリ）
- 伊東四朗一座
  - 急遽再結成公演 喜劇 芸人誕生物語（2005年、サンシャイン劇場）
  - 帰ってきた座長奮闘公演 喜劇 俺たちに品格はない（2008年、本多劇場）
- 熱海五郎一座
  - 楽曲争奪ミュージカル 静かなるドンチャン騒ぎ（2006年、サンシャイン劇場）
  - 狼少女伝説 TOH!!（2007年、天王洲銀河劇場）
  - 三宅裕司座長30周年記念公演 男と女と浮ついた遺伝子（2010年6月18日 - 7月4日、サンシャイン劇場 / 7月8日 - 11日、サンケイホールブリーゼ）
  - 三宅裕司舞台復活記念! 落語日本花吹雪〜出囃子は殺しのブルース〜（2012年6月15日 - 7月1日、サンシャイン劇場 / 7月13日、東京エレクトロンホール宮城）
  - 一座結成10周年記念公演 笑劇のミステリー〜天使はなぜ村に行ったのか〜（2013年6月21日 - 7月7日、サンシャイン劇場 / 7月13日・14日、森ノ宮ピロティホール）
  - 新橋演舞場進出記念公演 天然女房のスパイ大作戦（2014年、新橋演舞場）
  - 新橋演舞場進出第2弾 爆笑ミステリー プリティウーマンの勝手にボディガード（2015年、新橋演舞場）
  - 新橋演舞場シリーズ第3弾 熱闘老舗旅館 ヒミツの仲居と曲者たち（2016年、新橋演舞場）
  - 新橋演舞場シリーズ第4弾 フルボディミステリー 消えた目撃者と悩ましい遺産（2017年、新橋演舞場）
  - 新橋演舞場シリーズ5周年記念 船上のカナリアは陽気な不協和音〜Don’t stop singing〜（2018年、新橋演舞場）
  - 新橋演舞場シリーズ第6弾 東京喜劇 翔べないスペースマンと危険なシナリオ〜ギャグマゲドンmission〜（2019年、新橋演舞場）
  - 新橋演舞場シリーズ第7弾 東京喜劇 Jazzyなさくらは裏切りのハーモニー〜日米爆笑保障条約〜（2021年、新橋演舞場）
  - 新橋演舞場シリーズ第8弾 東京喜劇 任侠サーカス 〜キズナたちの挽歌〜（2022年、新橋演舞場）
  - 新橋演舞場シリーズ第9弾 東京喜劇 幕末ドラゴン 〜クセ強オンナと時をかけない男たち〜（2023年、新橋演舞場）
  - 新橋演舞場シリーズ第12弾（2026年公演予定、新橋演舞場）[20]
- 伊東四朗一座・熱海五郎一座合同公演
  - 喜劇 日本映画頂上決戦〜銀幕の掟をぶっとばせ!〜（2009年、青山劇場）
  - 三宅裕司生誕60周年記念 こんにちは赤ちゃん（2011年、赤坂ACTシアター）
- マイホーム・オン・ザ・ビーチ 〜ヘキサな海の家〜（2010年8月26日 - 29日、東京グローブ座） - 増田のおっさん 役
- 由紀さおり50周年記念公演 下町のヘップバーン（2019年1月6日 - 20日、明治座） - 溝口栄次 役
- 野に咲く花なら（2022年7月27日 - 31日、テアトルBONBON） - 脚本
  - 野に咲く花なら 2024（2024年1月24日 - 28日、シアターグリーン BOX in BOX THEATER） - 脚本・演出

### CM
- タイガー魔法瓶 「タイガー電子レンジクックエース」（1989年、沢口靖子と共演）
- ハウス食品 「豆スナック ジャック」
- ダイハツ工業 「ミライース」
- 白元「ヨーチル&ヨーチル」[21]
- 世界長ユニオン 「Dr.ASSY（ドクターアッシー）」

## 著書
- ナベちゃんのああ気持ち（ハート）がいい女―「ギャグ版」男を奮い立たせるいい女講座（1989年1月1日、ベストセラーズ）
- ひかりの中に（渡辺正行作品集）（1989年6月1日、メタモル出版）
- 渡辺正行の笑いの構造―心の奥から笑いを斬る（1991年1月1日、廣済堂出版）
- さよならってなんだろう（2004年、双葉社） ※渡辺の愛犬「ゴンタ」とのエピソードを綴った絵本
- 渡辺正行&田中千尋のサラッと水彩 スケッチ散歩（2005年、ロコモーションパブリッシング）
- ぐわわわん（2006年12月1日、双葉社） ※わたなべまさゆき名義
- 関東芸人のリーダー お笑いスター131人を見てきた男（2022年1月20日、双葉社）